# Бартонвил (Илиноис)
Бартонвил (енгл. Bartonville) град је у америчкој савезној држави Илиноис.

## Демографија
По попису из 2010. године број становника је 6.471, што је 161 (2,6%) становника више него 2000. године.
| Група             | 2000.         | 2010.         |
| Белци             | 6.149 (97,4%) | 6.142 (94,9%) |
| Афроамериканци    | 25 (0,4%)     | 68 (1,1%)     |
| Азијати           | 24 (0,4%)     | 27 (0,4%)     |
| Хиспаноамериканци | 61 (1,0%)     | 122 (1,9%)    |
| Укупно            | 6.310         | 6.471         |